# Clidoninos
Clidoninos (Chlidonini) é uma tribo de coleóptero da subfamília Cerambycinae; compreende sete espécies em dois gêneros, com distribuição restrita à Madagáscar.

## Sistemática
- Ordem Coleoptera
  - Subordem Polyphaga
    - Infraordem Cucujiformia
      - Superfamília Chrysomeloidea
        - Família Cerambycidae
          - Subfamília Cerambycinae
            - Tribo Chlidonini
              - Gênero Chlidones
              - Gênero Derbidia